# Ixora callithyrsa
Ixora callithyrsa är en måreväxtart som beskrevs av Cornelis Eliza Bertus Bremekamp. Ixora callithyrsa ingår i släktet Ixora och familjen måreväxter. Inga underarter finns listade i Catalogue of Life.